# 米芾
米 芾（べい ふつ、皇祐3年（1051年）- 大観元年（1107年））は、中国の北宋末の文学者・書家・画家・収蔵家・鑑賞家であり、特に書画の専門家として活躍した。
初名は黻（ふつ）。字は元章（げんしょう）。官職によって南宮（なんぐう）、住拠によって海嶽（かいがく）と呼ばれ、号は襄陽漫仕（じょうようまんし）・海嶽外史（かいがくがいし）・鹿門居士（ろくもんこじ）などがあり、室名を宝晋斎といった。子の米友仁に対して大米と呼ぶ。襄州襄陽県の人で、後に潤州（現在の江蘇省鎮江市）に居を定めた。

## 業績
書においては蔡襄・蘇軾・黄庭堅とともに宋の四大家と称されるが、米芾は4人の中で最も書技に精通しているとの評がある。他の3人はエリート政治家として活躍したが、米芾は書画の分野のみで活躍した専門家であった。彼の題跋は今日でも王羲之や唐人の真跡を研究する上で最も重要な参考資料になっており、その鑑識眼は中国史上最高ともいうべきものである。画においては米法山水の創始者として知られ、多くの人に模倣された。また、従来、専門家が行っていた篆刻を作家自ら始めた人物とも目されている（篆刻#宋・元を参照）。

## 略伝
米家のルーツは昭武九姓の一国の米国（マーイムルグ）に住むソグド人で、中国に移り住んで「米」を姓とした。この西域の米国は唐の高宗の時代に大食に滅ぼされ、住民はシルクロードから中国に亡命したといわれる。
米芾は皇祐3年（1051年）、襄陽で生まれた。先祖は代々山西の太原に住み、後に襄陽に移った。母の閻（えん）氏が英宗皇后（宣仁聖烈高皇后）の乳母として仕えていたことから、米芾は科挙を受験しないで官途につくことができた。宋代は科挙至上主義であったので、これはかなりの特権だったといえる。しかし、彼の墓誌銘に、「科挙の学に従うを喜ばず、…」とあり、故意に受験しなかったとも考えられる。

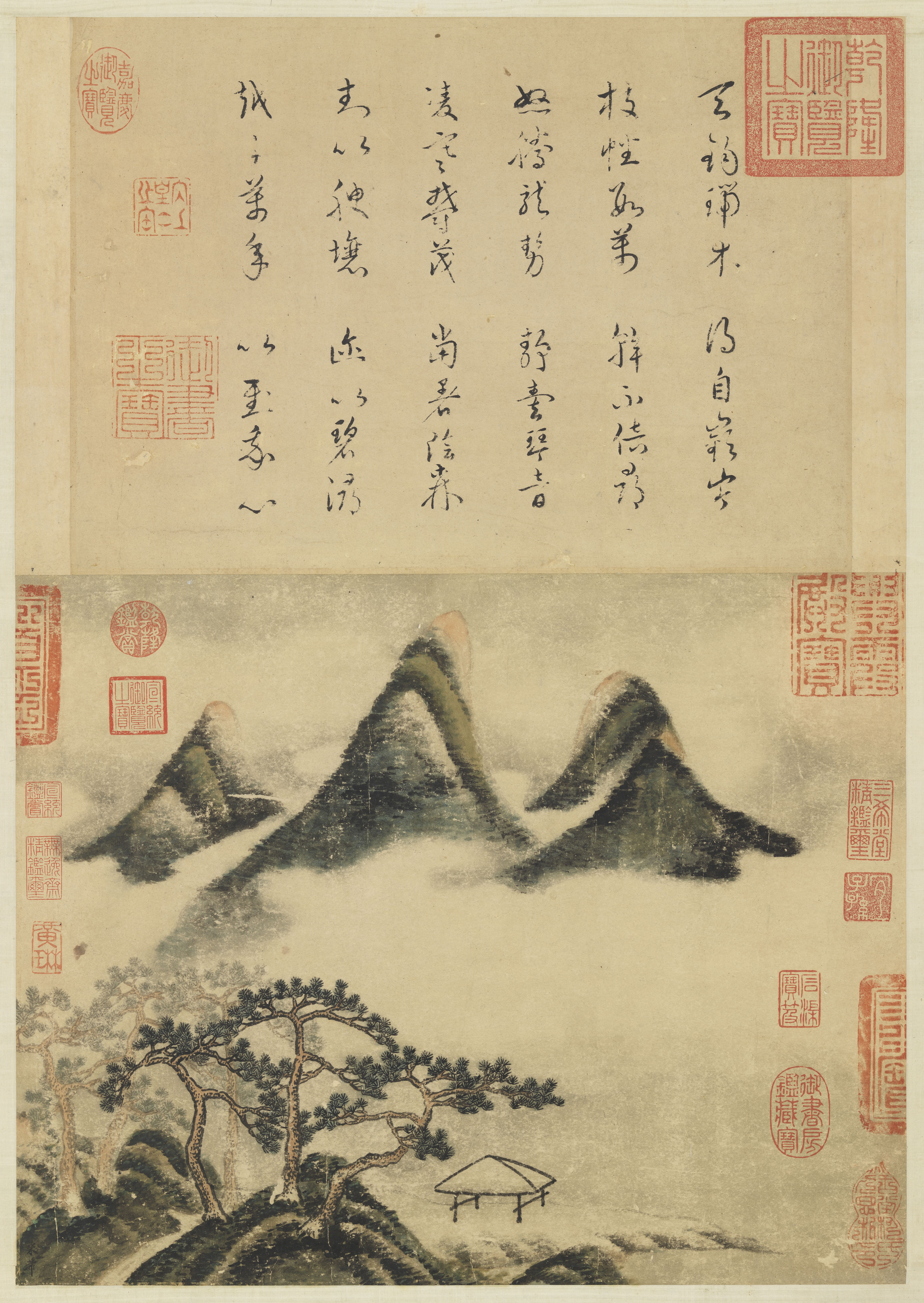
『春山瑞松図』（部分）米芾画（台北・国立故宮博物院蔵）

地方の低級の役職を転任するものの南方が多く、米芾は江南の山水を愛した。彼は非常に書画がうまかった上に鑑定に秀でていたため、崇寧3年（1104年）の書画学（宮廷美術学校）設立の際には書画学博士となった。そして、徽宗の側近に仕えて書画の鑑定にあたり、のちに礼部員外郎に抜擢された。徽宗の厖大な書画コレクションを自由に利用できたことにより、古典を徹底的に組織的に研究した。彼は名跡を臨模し、鑑定をし、収集をし、そして鑑賞した書画についての多くの記述を残した。その著録はきわめて科学的であり、今日でも正確で信頼のおけるものである。
このように彼の書は古法の探求を土台にしているため、品位と規模において南朝や初唐の大家に匹敵し、この後、彼以上の書家はついにあらわれなかった。その書は初め唐の顔真卿・褚遂良を学び、のち東晋の王羲之、魏・晋の諸名家に遡って研究をすすめた。古来、彼ほど臨模のうまい者はいないといわれ、その精密さは古人の真跡と区別がつかなかったと伝えられる。よって、今日に伝わる唐以前の作品の中には、彼の臨模が混じっている可能性もある。
彼の書について『宣和書譜』には、「おおかた王羲之に学んでいる。」と記されている。また、「米芾に正書なし。」といわれるように、行書・草書に多くの名品を遺した。しかし、董其昌は『画禅室随筆』に、「米芾自身、最も自信をもっているのは小楷であり、彼はそれを大事にしたので多く書かなかったのだ。」と述べている。
蘇軾や黄庭堅と交友関係にあり、米芾が一番若かったので彼らは米芾を可愛がっていた。米芾は傍若無人で、徽宗の前でも「黄庭堅は字を描くだけで、蘇軾は字を画くだけである。」などと貶しているが、彼らが腹を立てた形跡はない。また、米芾は奇矯な性格で、古書・名画を貪欲に蒐集するばかりではなく、奇石怪石の蒐集も趣味とし、名石に出会うと手を合わせて拝み、石に向かって「兄」よばわりするほどであったと伝えられる。よって、しばしば狂人扱いされて「米顛」（べいてん、米芾の変わり者）とか「米痴」（べいち）などと呼ばれ、さまざまな逸話が生まれた。服装も唐代のファッションをかたくなに守ったという。
崇寧5年（1106年）に知淮陽軍（ちわいようぐん）となり、翌年、淮陽軍の役所で没した（57歳）。『宋史』（巻444）に伝が立てられている。
自著の『海嶽名言』に、「壮年にはまだ一家を成し得ず、あらゆる古典から学んだ寄せ集めで、人々から集古字といわれた。しかし晩年になって一家を成すと、人は私の書が誰の書風に基づくか分からなくなった。」と述べているように、米芾は多くの古典を臨模して書を学んだ。作品として多くの真跡が残り、また多くの集帖（『群玉堂帖』・『余清斎帖』・『戯鴻堂帖』など）、専帖（『宝晋斎帖』・『英光堂帖』など）、単帖（『龍井山方円庵記』）に刻されている。代表作は以下のとおり。

### 蜀素帖

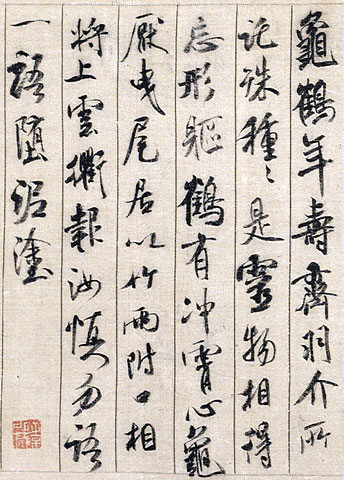
『蜀素帖』（部分）米芾書（台北・国立故宮博物院蔵）
釈文
亀鶴年寿斉。羽介所託殊。種種是霊物。相得忘形躯。鶴有沖霄心。亀厭曳尾居。以竹両附口。相将上雲衢。報汝慎勿語。一語堕泥塗。

『蜀素帖』（しょくそじょう）は、元祐3年（1088年、38歳）の行書。蜀（四川省）で織られた素（絹）の巻物に書いてあるのでこの名がある。烏絲欄（うしらん、縦・横の界線）を織り込んだ絹本。絹目の効果によって潤渇が精彩を放って変化に富む。珍しい材質でしかも織り目が粗いため、かなり書きにくかったことと思われるが、六朝の筆意で米芾の本領を遺憾なく発揮し、中年期における代表作と評される。
本帖は元祐3年（1088年）9月、湖州の知事であった林希（りんき）に招かれ、湖州の地で林希の求めに応じて揮毫したものである。内容は米芾自作の詩8首を71行に書いている。8首の題名は以下のとおり。
- 擬古（五言古詩）2首
- 呉江垂虹亭作（七言絶句）2首
- 入境寄集賢林舎人（七言律詩）1首
- 重九会郡楼（七言律詩）1首
- 和林公峴山之作（五言古詩）1首
- 送王渙之彦舟（七言古詩）1首

最後に「元祐戊辰九月廿三日溪堂米黻記」の款記がある。明の沈周・顧従義・祝允明・董其昌らの題跋、文徴明の識語があり、本帖の人気ぶりを彷彿とさせている。董其昌の跋文は本幅と同じ絹上に書かれているが、米芾の前では一段劣って見える。
巻後の蜀素の末尾に林希が熙寧元年（1068年）に書いた題跋があり、「慶暦甲申に東川で造ったこの蜀素1巻は、我が家に20余年蔵している。（後略）」と記されている。これによると、慶暦4年（1044年）にこの絹本が織られたとあるので、その44年後に米芾が揮毫したことになる。真跡は台北・国立故宮博物院に蔵されており、『戯鴻堂帖』・『三希堂法帖』にも刻されている。27.8×270.8cm（全文は中文を参照）。

### 苕渓詩巻
『苕渓詩巻』（ちょうけいしかん）は、元祐3年（1088年）の行書で、五言律詩6首を35行で書いた詩巻である。『蜀素帖』と同じく林希に招かれて苕渓（浙江省）に遊ぶに際し、友人たちに贈ったものである。真跡はもと清の内府所蔵。満州国崩壊時に略奪寸断されたが、1963年に発見され復元修理された。現在、北京・故宮博物院に蔵されている。『戯鴻堂帖』・『玉煙堂帖』などに刻がある。

### 行書三帖
『行書三帖』（ぎょうしょさんじょう、『真跡三帖』とも）は、『張季明帖』・『叔晦帖』・『李太師帖』の三帖を合装したもの。いずれも行書体で書かれているのでこの名がある。この三帖は明の項元汴の所蔵を経て清の内府に入り、その後、日本に舶載されて現在、東京国立博物館に収蔵されている。『三希堂法帖』に刻がある。

#### 張季明帖

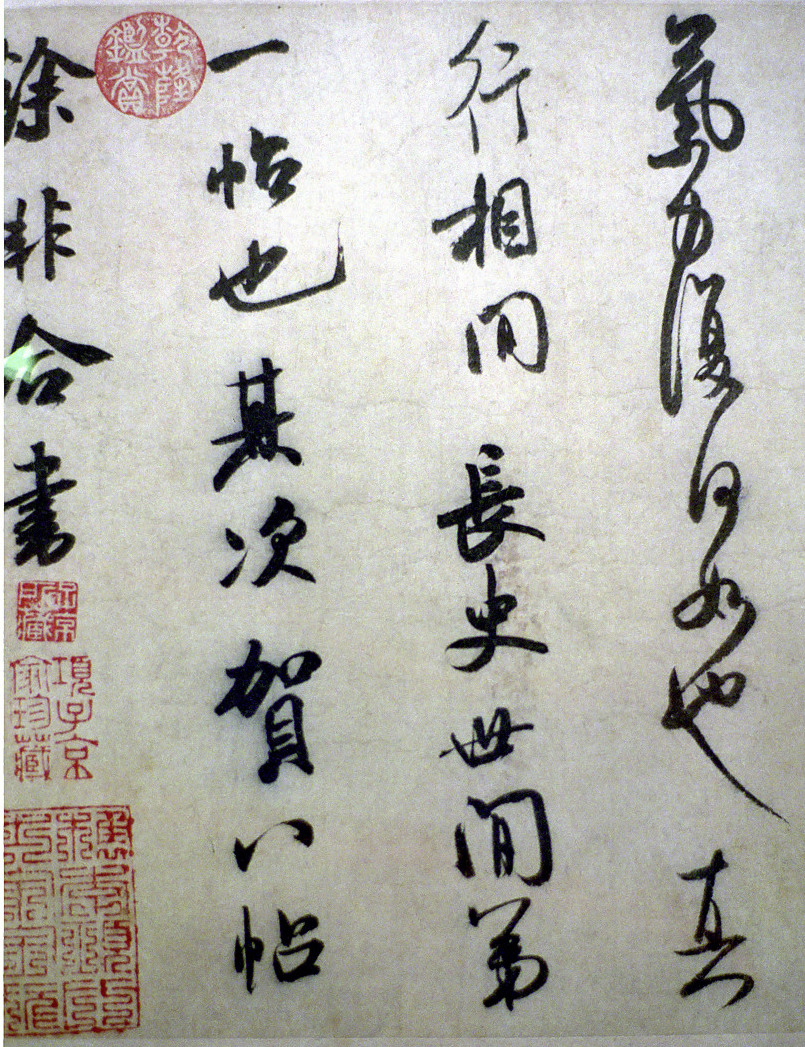
『張季明帖』（部分）米芾書（東京国立博物館蔵）
釈文
（余收張季明帖。云「秋深。不審）気力復何如也。」真行相間。長史世間第一帖也。其次賀八帖。餘非合書。

『張季明帖』（ちょうきめいじょう）の書写年は不詳。「余收張季明帖…」から始まるのでこの名がある。張季明とは張旭のことで、『宝章待訪録』にも「世間季明第一書也」とあることから、張旭には伯高の他に季明という字があったと考えられる。本帖の内容は、自ら手に入れた張旭の『秋深帖』（しゅうしんじょう）が張旭の書の中で最もよいというもの。そして、「気力復何如也」と一筆で書いたところは『秋深帖』の一部を臨書したものであるが、王献之の『中秋帖』にも酷似している。柔軟に自由に書いているが古法の基礎があるため品格が高く、また古人の筆法が融和していることから比較的晩年の書と思わせる傑作である。25.8×31.3cmの紙本。

#### 叔晦帖
『叔晦帖』（しゅくかいじょう）の書写年は不詳であるが款記に「米黻」とあるので、元祐6年（1091年、41歳）以前の書と推定される。内容は、同僚の始興公（しこうこう）に秘蔵の品物を贈るので、子孫のために両家の子供の名を書いて記念にしようというもの。24.5×29.6cmの紙本。

#### 李太師帖
『李太師帖』（りたいしじょう）は、元祐3年（1088年、38歳）の書。「李太師收晋賢十四帖…」から始まるのでこの名がある。李太師とは李瑋のことで当時、李瑋の所蔵していた『晋賢十四帖』（しんけんじゅうよんじょう）を鑑賞したときの書評を述べており、「武帝と王戎の書には篆籀の気があり、謝安の格は王献之より上だ。」とある。『晋賢十四帖』を見たときの記録は『宝章待訪録』や『書史』にも残っている。

### 草書九帖

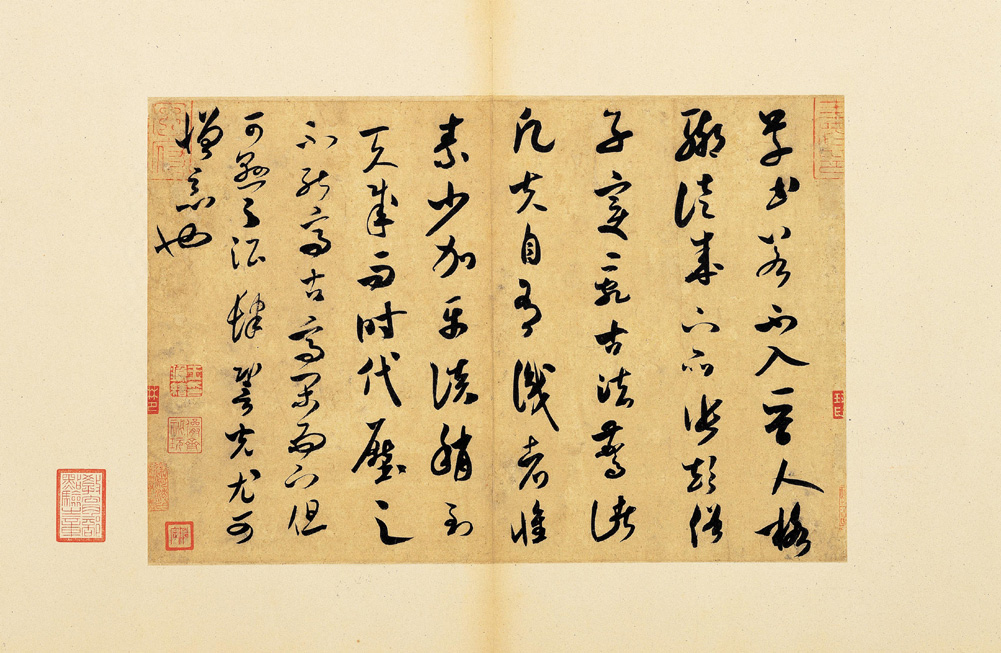
『草聖帖』米芾書（台北・国立故宮博物院蔵）
釈文
草書若不入晋人格，聊徒成下品，張顛俗子，変乱古法，驚諸凡夫，自有識者，懐素少加平淡，稍到天成，而時代圧之，不能高古，高閑而下，但可懸之酒肆，䛒光尤可憎悪也。

『草書九帖』（そうしょきゅうじょう）は、『元日帖』（がんじつじょう）・『吾友帖』・『中秋詩帖』（ちゅうしゅうしじょう）・『目窮帖』（もくきゅう）・『海岱帖』（かいたいじょう）・『徳忱帖』（とくしんじょう）・『草聖帖』（そうせいじょう）・『家計帖』（かけいじょう）・『奉議帖』（ほうぎじょう）の9帖からなり、明代の『停雲館帖』に刻入された。しかし、清代の安岐の『墨縁彙観』には4帖（実は5帖）だけで他は失われたと記されている。この残存する帖を『草書四帖』と呼ぶ。ただし、のちに『徳忱帖』と『草聖帖』の2帖は発見され、現在台北の国立故宮博物院に蔵されている。『家計帖』と『奉議帖』は現在も真跡の所在は不明である。

#### 草書四帖
『草書四帖』（そうしょよんじょう）は、『元日帖』・『吾友帖』・『中秋詩帖』・『目窮帖』・『海岱帖』の5帖からなり、『中秋詩帖』と『目窮帖』が1帖として扱われたためこの名がある。巻末には米友仁の『米芾草書九帖跋』がある。本帖は清代には宮廷コレクションにあったが、現在は大阪市立美術館に蔵され重要文化財に指定されている。

##### 吾友帖
『吾友帖』（ごゆうじょう）は、46, 47歳の作と考えられている。十分に熟した書で若い時代に集古字と呼ばれたような模倣的な固さは見られず、傑作の一つである。『玉煙堂帖』にも刻されている。

##### 米芾草書九帖跋
『米芾草書九帖跋』（べいふつそうしょきゅうじょうばつ）は、米友仁が書いた『草書九帖』の跋文で、「右草書九帖先臣芾真跡臣米友仁鑒定恭跋」と行書体で2行に書かれている。米友仁の真跡は極めて稀で貴重である。縦25.2cmの紙本。

### 呉江舟中詩巻

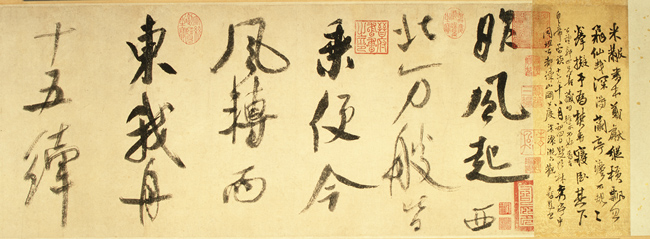
『呉江舟中詩巻』（部分）米芾書（メトロポリタン美術館蔵）
釈文
昨風起西北。萬艘皆乘便。今風轉而東。我舟十五縴。

『呉江舟中詩巻』（ごこうしゅうちゅうしかん）は、40歳前後の大字の行草書。自作の「呉江舟中作」（五言古詩）1首を書いている。巻頭に王鐸の6行の題跋がある。天地31cm余の紙本。ニューヨーク・メトロポリタン美術館蔵。

### 方円庵記
『方円庵記』（ほうえんあんき）は、元豊6年（1083年、33歳）の行書碑。宋代にすでに原石は失しており、現在通行するものは明代の重刻が多い。晋人の筆致が見え、彼の行書の中でも特に著名なものであり、二王の書を刻苦習得したあとがみえる。その書風は、日本の江戸時代に珍重され、頼山陽・梁川星巌・市河米庵などが私淑した。碑高188cm・幅119cm、全17行・毎行48字ないし49字。単帖の『龍井山方円庵記』に刻がある。

### 虹県詩巻
『虹県詩巻』（こうけんしかん）は、最晩年の行書。柔らかい白紙に拳大の大字で、1行に2字ないし3字を書き、変化の妙に富む。落款はないが最後の「公」の字の下に「米芾」の朱文印が捺してある。巻末に元好問の跋文があり、「快剣で蒲葦（ほい）を切るようで、意のままにならないものはなく、王献之以来の唯一の人である。」と記してある。31.2×487cmの紙本。東京国立博物館蔵。

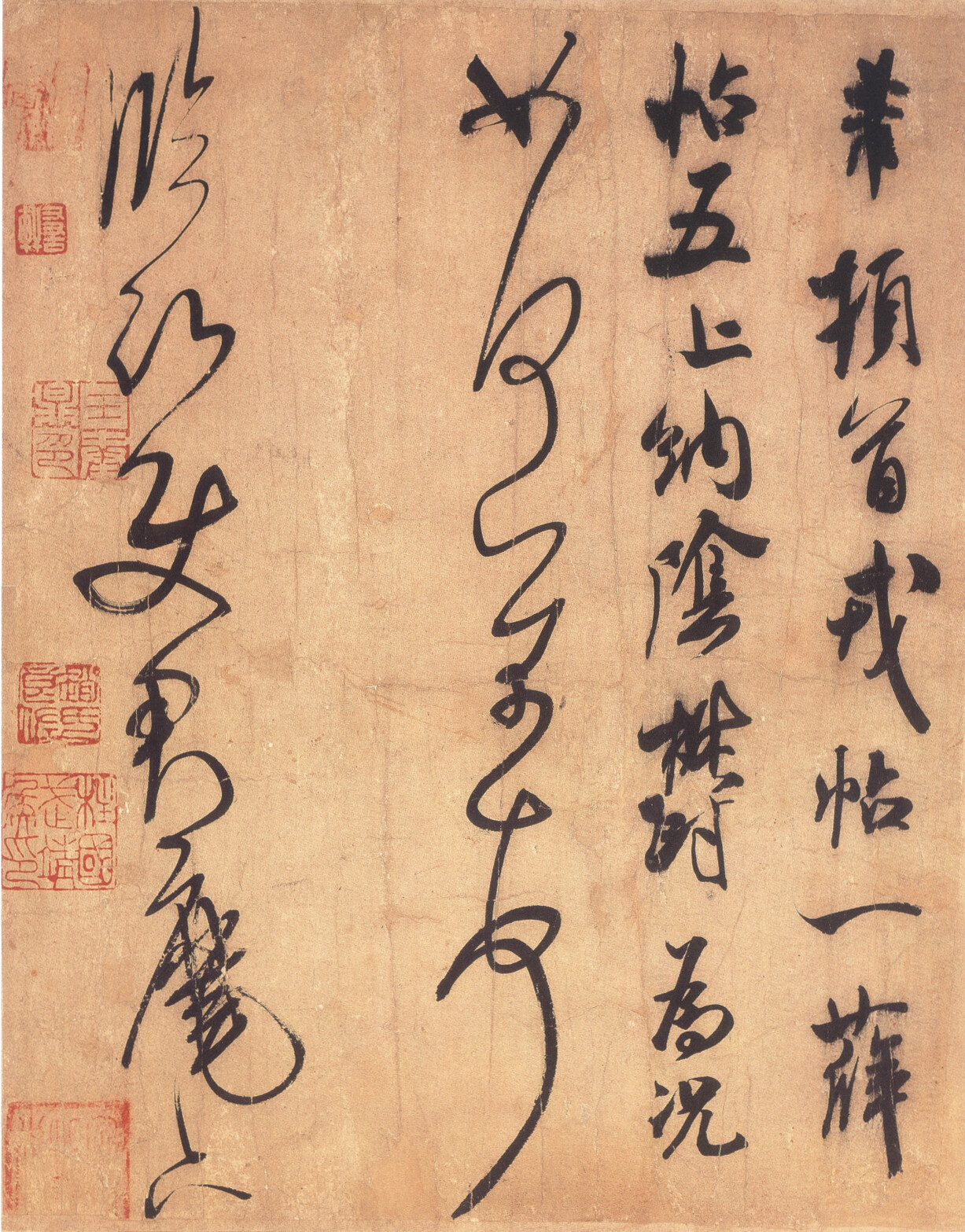
『戎薛帖』米芾書（台北・国立故宮博物院蔵）
釈文
芾頓首。戎帖一。薛帖五。上納陰鬱。為況如何。芾頓首。臨御使君麾下。

米芾の書の真骨頂は尺牘に結実しているといっても過言ではない。そして『楽兄帖』が尺牘の中でも特に優れたものとされる。『三希堂法帖』や『英光堂帖』などに多くの尺牘が刻入されている。真跡は台北の国立故宮博物院収蔵のものが質・量ともに勝り、以下の逸品がある。
- 『徳忱帖』（『草書九帖』の一つ）
- 『値雨帖』（ちうじょう）
- 『清和帖』（せいわじょう）
- 『戎薛帖』
- 『張都大帖』（ちょうとだいじょう、『聞張都大宣徳尺牘』とも）
- 『篋中帖』（きょうちゅうじょう、『致景文隰尺牘』とも）
- 『致伯充台坐尺牘』
- 『致彦和国士尺牘』（げんわこくし にいたす せきとく）
- 『致知府大夫尺牘』（ちふたいふ にいたす せきとく、29.8×49.6cm、紙本）
- 『致希声吾英友尺牘』（きせいごえいゆう にいたす せきとく）など

#### 楽兄帖
『楽兄帖』（らっけいじょう）は、44, 45歳時の行書。本帖は同僚である朱長文にあてた手紙で、楽兄とは朱長文のこと。尺牘中の屈指のものであり、真跡は清代に安岐の所蔵であったが、のちに日本にもたらされた。しかし現在、所在不明である。『経訓堂帖』に刻がある。

#### 戎薛帖
『戎薛帖』（じゅうせつじょう、『致臨御使君尺牘』・『臨沂使君帖』とも）は、書写年不詳の行草書。戎帖と薛帖の上納を報じた内容によりこの名がある。米芾は王家の書法、とりわけ王献之の筆法を学んでおり、その一筆書を追慕しているような連綿草である。

#### 致伯充台坐尺牘
『致伯充台坐尺牘』（はくじゅうだいざ にいたす せきとく、『致伯充尺牘』とも）は、書写年不詳の行草書。趙伯充（ちょうはくじゅう、宋室の人）に宛てた礼状なのでこの名がある。草書へと急転する筆勢から晩年の書と推定される。

## 著書
米芾自ら撰したもの
- 『宝章待訪録』（ほうしょうたいほうろく、1086年、鑑賞記録集）
- 『書史』・『画史』・『硯史』（研究書）

後人が遺作を編集したもの
- 『宝晋英光集』（ほうしんえいこうしゅう、詩文集）
- 『海嶽名言』（書論）
- 『海嶽題跋』（かいがくだいばつ）
- 『評紙帖』（ひょうしじょう）
- 『米襄陽詩抄』（べいじょうようししょう）
- 『襄陽詩抄』
- 『襄陽集補抄』（じょうようしゅうほしょう）
- 『宝晋長短句』（ほうしんようたんく）など

## 逸話
- ある時、米芾はコレクターから古典を借りて臨模し、模写が終わって真本と贋本をいっしょに返したところ、持主は両者の区別がつかず、「どちらが真本？」と米芾に聞くと、米芾は、「お好きな方をお取り下さい。」と言った。持主が迷いながら贋本を手にすると、「さすがはお目が高い。」と言って持主を欺き、かくして真本を手に入れてしまった[7][31]。
- 蔡京の子の蔡攸は、舟の上で王羲之の『王略帖』を米芾に自慢げに見せたところ、突然、米芾は『王略帖』を奪い取って、「この書が欲しい。くれなければ死んだほうがましだ。巻物もろとも水に飛び込む。」と言い、『王略帖』を懐に入れて水に飛び込もうとした。蔡攸は、「見せたのが失敗だった。」と後悔しながら『王略帖』を米芾に譲った[32][33]。